# Elaver placida
Elaver placida là một loài nhện trong họ Clubionidae.
Loài này thuộc chi Elaver. Elaver placida được Octavius Pickard-Cambridge miêu tả năm 1898.